# Clan Home
Clan Home (pronunciato e talvolta scritto Hume) è un clan scozzese. Era una famiglia di frontiera di immenso potere.

## Storia

### Origini del clan
Il clan discenda da William de Home, un figlio minore di Patrick, conte di Dunbar che acquistò le terre di Hume e Greenlaw nel Berwickshire.
Nel XIV secolo, un discendente di William, Sir Thomas Home sposò Nichola, erede al Pepdies di Dunglass. Da questo matrimonio Home acquisì le terre di Dunglass.
Ebbero due figli: Alexander, che successe al padre, e David.

### XV secolo
Nel 1402, Sir Alexander Home di Ilk e di Dunglass è stato catturato nella battaglia di Homildon. In seguito ha seguito il Conte di Douglas in Francia, ma fu ucciso in battaglia nel 1424. La maggior parte dei principali rami cadetti del clan discendono da suoi tre figli. Nel 1473 il suo pronipote è stato fatto Gran Ciambellano di Scozia e creato Lord del Parlamento con il titolo di Lord Home. Prese parte alla rivolta contro il padre di Giacomo II, e ha avuto un ruolo di rilievo nella battaglia di Sauchieburn che ha provocato la morte del re.

### XVI secolo
Nel 1513, il terzo Lord Home e i suoi seguaci facevano parte dell'esercito di Giacomo IV per invadere l'Inghilterra. In seguito è stato nominato come uno dei consiglieri della regina reggente. Tuttavia, le fortune dei Home soffrirono quando la reggenza andò in mano al duca di Albany. Fu arrestato per tradimento dopo essere stato accusato di aver cospirato con gli inglesi e lui e suo fratello sono stati giustiziati nel mese di ottobre 1516. Le loro teste sono state poi messe in mostra all'Old Tolbooth, a Edimburgo.
Il titolo e le proprietà in seguito sono stati restituiti a un altro fratello, George. Tuttavia, cadde gettato da cavallo e morì per le ferite riportate alla vigilia della Battaglia di Pinkie Cleugh nel 1547. Le proprietà vennero occupate dagli inglesi, ma il figlio di Lord Home, il quinto Lord, non le riprese fino al 1549. Inoltre ha sostenuto la Riforma scozzese e si sedette nel parlamento nel 1560 che superò la Confessione Protestante di Fede.
Durante la politica di Maria Stuarda, Lord Home, come molti altri nobili, aveva sostenuto il matrimonio tra la regina e il Conte di Bothwell, ma nella battaglia di Langside combetté contro la regina. Poi, nel 1573 è stato arrestato e condannato per tradimento contro il giovane Giacomo VI di Scozia. È stato rilasciato dal Castello di Edimburgo solo dopo che la sua salute peggiorò, morendo pochi giorni dopo. Suo figlio, il sesto Lord Home, divenne un favorito del re per tutta la vita.

### XVII secolo e la guerra civile
Quando Giacomo VI di Scozia si recò in Inghilterra per prendere possesso del suo nuovo regno nel 1603, come Giacomo I d'Inghilterra, si fermò a Dunglass e Lord Home lo accompagnò a Londra. Nel 1605 venne nominato Conte di Home.
Il terzo conte era un sostenitore di Carlo I. Nel 1648 era colonnello del Berwickshire Regiment. Nel 1650 quando Oliver Cromwell invase la Scozia, venne accolto dal terzo conte nel suo castello.

### XVIII secolo e l'insurrezione giacobita
Durante l'Insurrezione giacobita, il settimo conte è stato imprigionato nel Castello di Edimburgo e al fratello vennero confiscati i suoi beni a causa della sua partecipazione all'insurrezione. Durante l'Insurrezione giacobita del 1745, l'ottavo conte si unì alle forze governative britanniche sotto Sir John Cope a Dunbar. In seguito ha combattuto nella battaglia di Prestonpans. Il conte è salito al rango di tenente generale ed è stato nominato Governatore di Gibilterra dove morì nel 1761.

### XX secolo
La famiglia Home ritornò alla ribalta nel XX secolo, quando il quattordicesimo conte, Alec Douglas-Home, divenne Primo Ministro del Regno Unito. L'attuale capo clan è David Douglas-Home, XV conte di Home.